# Villa Riedel (Desná)

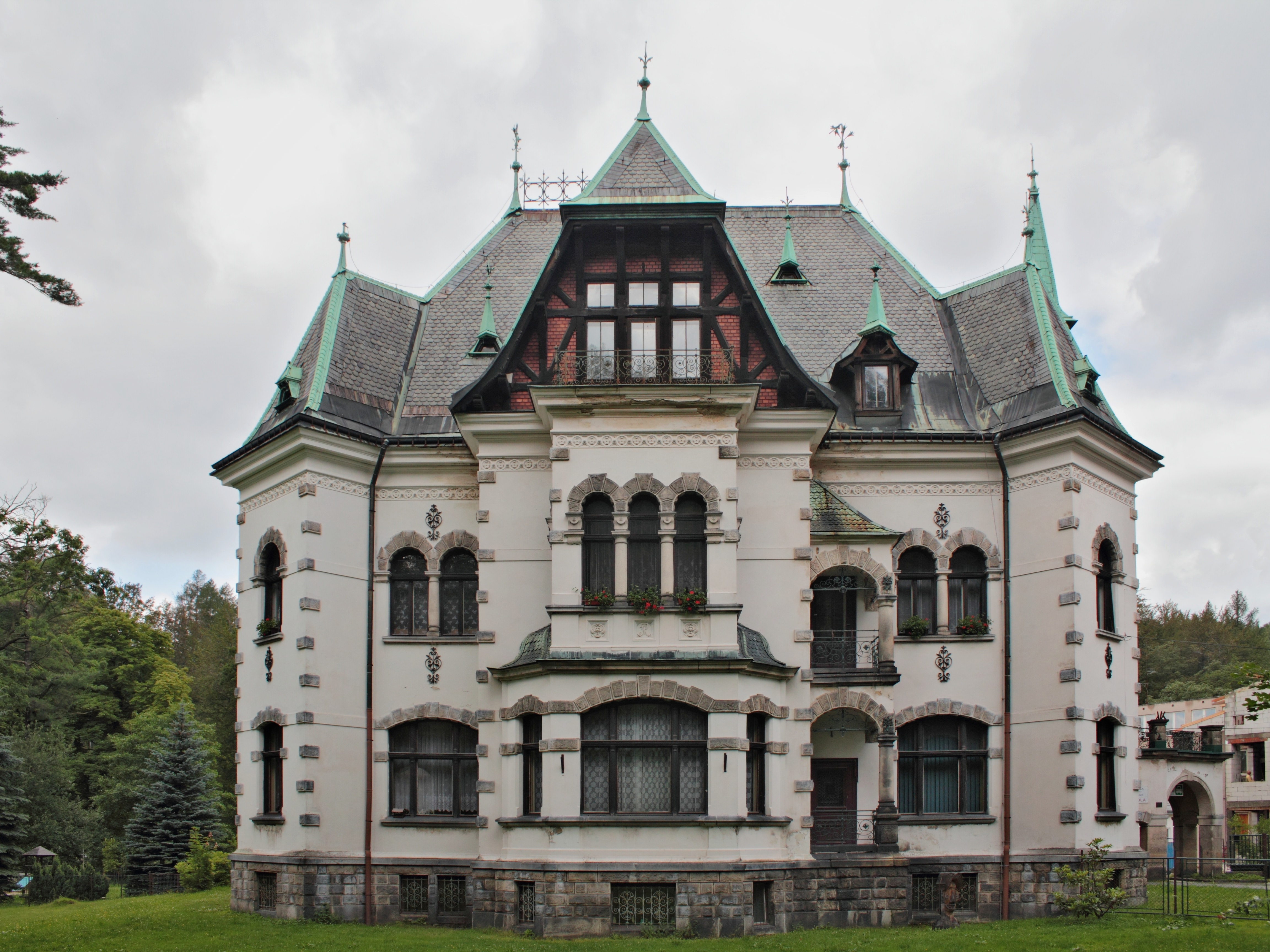
Villa Riedel

Die Villa Riedel steht in Desná im Tesstal im Okres Jablonec nad Nisou in Tschechien.  

## Geschichte
Die Villa steht an der Stelle des ehemaligen Kneippbades von Josef Schindler. Die Villa wurde 1895 von Josef Riedel dem Jüngeren erbaut, der Sohn des „Glaskönigs“ Josef Riedel des Älteren war. Die Villa wurde im Jugendstil der norditalienischen Architektur von Arwed Thamerus geplant. Die Familie Riedel besaß das Gebäude bis zur Enteignung und Vertreibung 1945.

## Heutige Nutzung
Die Villa ist Eigentum der Stadt Desná und beherbergt ein Ortsmuseum, das auch die Geschichte der Glasmacherfamilie Riedel dokumentiert.

## Verweise
- Kultur - und Informationszentrum Riedel Villa Dessendorf /Desná

Koordinaten: 50° 45′ 28,4″ N, 15° 18′ 49,2″ O